# مقهى الحرية
مقهى الحرية أنشأه يوسف أفندي في شارع مظلوم باب اللوق، عام 1936 وسط القاهرة بالقرب من ميدان التحرير برأس مال 350جنيها وبدأ العمل بالمقهى في يونيو 1936.
أشهر رواده زكريا أحمد والضباط الأحرار خاصة أنور السادات، ورشدي أباظة وأحمد رمزي وشكري سرحان.